# بيل أتوود
بيل أتوود (بالإنجليزية: Bill Atwood)‏ هو لاعب كرة قاعدة أمريكي، ولد في 25 سبتمبر 1911 في روما في الولايات المتحدة، وتوفي في 14 سبتمبر 1993 في سنايدر في الولايات المتحدة.